# العوكلية
قرية العوكلية هي إحدى القرى التابعة لمركز البلينا بمحافظة سوهاج في جمهورية مصر العربية. حسب إحصاءات سنة 2006، بلغ إجمالي السكان في العوكلية 9113 نسمة، منهم 4337 رجل و4776 امرأة.